# Буковец (Хустский район)
Бу́ковец (укр. Буковець) — село в Пилипецкой сельской общине Хустского района Закарпатской области Украины.
Население по переписи 2001 года составляло 465 человек. Почтовый индекс — 90021. Телефонный код — 3146. Код КОАТУУ — 2122480401.